# کونستانتین الکساندرو
کونستانتین الکساندرو (رومانیایی: Constantin Alexandru؛ ۱۵ دسامبر ۱۹۵۳ – ۱۰ اوت ۲۰۱۴) کشتی‌گیر اهل رومانی بود.
وی در مسابقات کشوری و بین‌المللی در مجموع برندهٔ ۷ مدال طلا، ۳ مدال نقره شده‌است.